# Danh sách tỉnh Việt Nam có biên giới với Trung Quốc
Việt Nam là một lãnh thổ có hình chữ S trải dài từ Bắc chí Nam, nằm trên bán đảo Đông Dương thuộc khu vực Đông Nam Châu Á. Phía Bắc (bao gồm Đông Bắc và Tây Bắc) giáp Trung Quốc, phía Tây giáp Lào và Campuchia. Có đường biên giới chung với 3 nước vừa kể là 4.639 km. Biên giới phía Bắc của Việt Nam giáp với Trung Quốc có chiều dài trên đất liền là 1.350 km.
Sau đây là danh sách các địa phương thuộc 7 tỉnh của Việt Nam có chung đường biên giới với các tỉnh phía Trung Quốc, xếp theo vị trí từ Tây sang Đông và từ Bắc xuống Nam.

## Danh sách các tỉnh Việt Nam giáp biên với Trung Quốc
| STT | Tên tỉnh (Đường biên)   | Xã, phường giáp ranh | Tên tỉnh Trung Quốc                          | Chú thích                                           |
| --- | ----------------------- | -------------------- | -------------------------------------------- | --------------------------------------------------- |
| 01  | Quảng Ninh (118,82 km)  | Móng Cái 1           | Quảng Tây                                    | Phường Móng Cái 1 vừa giáp Trung Quốc vừa giáp biển |
| 01  | Quảng Ninh (118,82 km)  | Móng Cái 2           | Quảng Tây                                    | Phường Móng Cái 2 vừa giáp Trung Quốc vừa giáp biển |
| 01  | Quảng Ninh (118,82 km)  | Móng Cái 3           | Quảng Tây                                    | Phường Móng Cái 3 vừa giáp Trung Quốc vừa giáp biển |
| 01  | Quảng Ninh (118,82 km)  | Hải Sơn              | Quảng Tây                                    |                                                     |
| 01  | Quảng Ninh (118,82 km)  | Quảng Đức            | Quảng Tây                                    |                                                     |
| 01  | Quảng Ninh (118,82 km)  | Đường Hoa            | Quảng Tây                                    |                                                     |
| 01  | Quảng Ninh (118,82 km)  | Hoành Mô             | Quảng Tây                                    |                                                     |
| 01  | Quảng Ninh (118,82 km)  | Lục Hồn              | Quảng Tây                                    |                                                     |
| 01  | Quảng Ninh (118,82 km)  | Bình Liêu            | Quảng Tây                                    |                                                     |
| 02  | Lạng Sơn (253,00 km)    | Kiên Mộc             | Quảng Tây                                    |                                                     |
| 02  | Lạng Sơn (253,00 km)    | Khuất Xá             | Quảng Tây                                    |                                                     |
| 02  | Lạng Sơn (253,00 km)    | Mẫu Sơn              | Quảng Tây                                    |                                                     |
| 02  | Lạng Sơn (253,00 km)    | Ba Sơn               | Quảng Tây                                    |                                                     |
| 02  | Lạng Sơn (253,00 km)    | Cao Lộc              | Quảng Tây                                    |                                                     |
| 02  | Lạng Sơn (253,00 km)    | Đồng Đăng            | Quảng Tây                                    |                                                     |
| 02  | Lạng Sơn (253,00 km)    | Hoàng Văn Thụ        | Quảng Tây                                    |                                                     |
| 02  | Lạng Sơn (253,00 km)    | Thụy Hùng            | Quảng Tây                                    |                                                     |
| 02  | Lạng Sơn (253,00 km)    | Quốc Việt            | Quảng Tây                                    |                                                     |
| 02  | Lạng Sơn (253,00 km)    | Kháng Chiến          | Quảng Tây                                    |                                                     |
| 02  | Lạng Sơn (253,00 km)    | Quốc Khánh           | Quảng Tây                                    |                                                     |
| 03  | Cao Bằng (333,40 km)    | Đức Long             | Quảng Tây                                    |                                                     |
| 03  | Cao Bằng (333,40 km)    | Phục Hòa             | Quảng Tây                                    |                                                     |
| 03  | Cao Bằng (333,40 km)    | Bế Văn Đàn           | Quảng Tây                                    |                                                     |
| 03  | Cao Bằng (333,40 km)    | Vinh Quý             | Quảng Tây                                    |                                                     |
| 03  | Cao Bằng (333,40 km)    | Hạ Lang              | Quảng Tây                                    |                                                     |
| 03  | Cao Bằng (333,40 km)    | Quang Long           | Quảng Tây                                    |                                                     |
| 03  | Cao Bằng (333,40 km)    | Lý Quốc              | Quảng Tây                                    |                                                     |
| 03  | Cao Bằng (333,40 km)    | Đàm Thủy             | Quảng Tây                                    |                                                     |
| 03  | Cao Bằng (333,40 km)    | Đình Phong           | Quảng Tây                                    |                                                     |
| 03  | Cao Bằng (333,40 km)    | Trùng Khánh          | Quảng Tây                                    |                                                     |
| 03  | Cao Bằng (333,40 km)    | Quang Trung          | Quảng Tây                                    |                                                     |
| 03  | Cao Bằng (333,40 km)    | Trà Lĩnh             | Quảng Tây                                    |                                                     |
| 03  | Cao Bằng (333,40 km)    | Quang Hán            | Quảng Tây                                    |                                                     |
| 03  | Cao Bằng (333,40 km)    | Tổng Cọt             | Quảng Tây                                    |                                                     |
| 03  | Cao Bằng (333,40 km)    | Lũng Nặm             | Quảng Tây                                    |                                                     |
| 03  | Cao Bằng (333,40 km)    | Trường Hà            | Quảng Tây                                    |                                                     |
| 03  | Cao Bằng (333,40 km)    | Cần Yên              | Quảng Tây                                    |                                                     |
| 03  | Cao Bằng (333,40 km)    | Xuân Trường          | Quảng Tây                                    |                                                     |
| 03  | Cao Bằng (333,40 km)    | Khánh Xuân           | Quảng Tây                                    |                                                     |
| 03  | Cao Bằng (333,40 km)    | Cô Ba                | Quảng Tây                                    |                                                     |
| 03  | Cao Bằng (333,40 km)    | Cốc Pàng             | Quảng Tây                                    |                                                     |
| 04  | Tuyên Quang (272,00 km) | Sơn Vĩ               | Quảng Tây                                    |                                                     |
| 04  | Tuyên Quang (272,00 km) | Sơn Vĩ               | Vân Nam                                      |                                                     |
| 04  | Tuyên Quang (272,00 km) | Đồng Văn             |                                              |                                                     |
| 04  | Tuyên Quang (272,00 km) | Lũng Cú              |                                              |                                                     |
| 04  | Tuyên Quang (272,00 km) | Sà Phìn              |                                              |                                                     |
| 04  | Tuyên Quang (272,00 km) | Phố Bảng             |                                              |                                                     |
| 04  | Tuyên Quang (272,00 km) | Thắng Mố             |                                              |                                                     |
| 04  | Tuyên Quang (272,00 km) | Bạch Đích            |                                              |                                                     |
| 04  | Tuyên Quang (272,00 km) | Cán Tỷ               |                                              |                                                     |
| 04  | Tuyên Quang (272,00 km) | Nghĩa Thuận          |                                              |                                                     |
| 04  | Tuyên Quang (272,00 km) | Tùng Vài             |                                              |                                                     |
| 04  | Tuyên Quang (272,00 km) | Minh Tân             |                                              |                                                     |
| 04  | Tuyên Quang (272,00 km) | Thanh Thủy           |                                              |                                                     |
| 04  | Tuyên Quang (272,00 km) | Lao Chải             |                                              |                                                     |
| 04  | Tuyên Quang (272,00 km) | Thàng Tín            |                                              |                                                     |
| 04  | Tuyên Quang (272,00 km) | Bản Máy              |                                              |                                                     |
| 04  | Tuyên Quang (272,00 km) | Xín Mần              |                                              |                                                     |
| 04  | Tuyên Quang (272,00 km) | Pà Vầy Sủ            |                                              |                                                     |
| 05  | Lào Cai (203,00 km)     | Si Ma Cai            |                                              |                                                     |
| 05  | Lào Cai (203,00 km)     | Pha Long             |                                              |                                                     |
| 05  | Lào Cai (203,00 km)     | Mường Khương         |                                              |                                                     |
| 05  | Lào Cai (203,00 km)     | Bản Lầu              |                                              |                                                     |
| 05  | Lào Cai (203,00 km)     | Lào Cai              |                                              |                                                     |
| 05  | Lào Cai (203,00 km)     | Cốc San              |                                              |                                                     |
| 05  | Lào Cai (203,00 km)     | Bát Xát              |                                              |                                                     |
| 05  | Lào Cai (203,00 km)     | Trịnh Tường          |                                              |                                                     |
| 05  | Lào Cai (203,00 km)     | A Mú Sung            |                                              |                                                     |
| 06  | Lai Châu (273,00 km)    | Sin Suối Hồ          |                                              |                                                     |
| 06  | Lai Châu (273,00 km)    | Khổng Lào            |                                              |                                                     |
| 06  | Lai Châu (273,00 km)    | Dào San              |                                              |                                                     |
| 06  | Lai Châu (273,00 km)    | Sì Lở Lầu            |                                              |                                                     |
| 06  | Lai Châu (273,00 km)    | (Dào San)            |                                              |                                                     |
| 06  | Lai Châu (273,00 km)    | Phong Thổ            |                                              |                                                     |
| 06  | Lai Châu (273,00 km)    | Pa Tần               |                                              |                                                     |
| 06  | Lai Châu (273,00 km)    | Hua Bum              |                                              |                                                     |
| 06  | Lai Châu (273,00 km)    | Bum Nưa              |                                              |                                                     |
| 06  | Lai Châu (273,00 km)    | Pa Ủ                 |                                              |                                                     |
| 06  | Lai Châu (273,00 km)    | Thu Lũm              |                                              |                                                     |
| 06  | Lai Châu (273,00 km)    | Mù Cả                |                                              |                                                     |
| 07  | Điện Biên (40,86 km)    | Sín Thầu             | Xã Sín Thầu vừa giáp Trung Quốc vừa giáp Lào |                                                     |

Biên giới Việt Nam - Trung Quốc còn được gọi là biên giới phía Bắc ở Việt Nam. Những tỉnh trên còn được gọi là các tỉnh biên giới phía Bắc.
Các địa phương của Trung Quốc tiếp giáp với đường biên giới này là tỉnh Vân Nam và khu tự trị dân tộc Choang Quảng Tây.